# Omröstning med namnupprop
Omröstning med (genom) namnupprop innebär i samband med omröstningar att var och en av de röstberättigade delger sitt ställningstagande muntligen (t.ex. "ja", "nej" eller "avstår") i tur och ordning efter att deras namn lästs upp. I regel registreras varje röstandes ställningstagande i protokoll eller liknande och är att anses som ett öppet omröstningsförfarande.
Omröstning med namnupprop kan användas bl.a. i Sveriges riksdag (när elektronisk omröstning inte är möjlig), i amerikanska senaten och representanthuset och i Europaparlamentet.